# Gryndżoły
Gryndżoły (ukr. Ґринджоли, co w języku ukraińskim oznacza sanki) lub Greenjolly – ukraiński zespół muzyczny ze Stanisławowa wykonujący muzykę reggae i rap, założony w 1997 roku. 

## Historia zespołu
Zespół został założony w 1997 roku, w jego skład weszli Roman Kostiuk, Roman Kałyn i Andrij Pisecki.
W 2005 roku muzycy otrzymali od ukraińskiego nadawcy publicznego tzw. „dziką kartę” umożliwiającą udział w finale krajowych eliminacjach eurowizyjnych. 27 lutego odbył się koncert finałowy selekcji, w którym wystąpili z utworem „Razom nas bahato, nas ne podołaty” będącym hymnem ukraińskiej pomarańczowej rewolucji. Muzycy zaprezentowali się jako ostatni w kolejności i zajęli pierwsze miejsce po zdobyciu 2 247 głosów telewidzów, dzięki czemu zostali wybrani na reprezentantów Ukrainy, gospodarza 50. Konkursu Piosenki Eurowizji w Kijowie. Na potrzeby konkursu napisali nowy tekst piosenki, z którego usunięto treści polityczne. Przed występem w konkursie wyruszyli w trasę koncertową po Europie, obejmującą występy m.in. na Łotwie, w Rumunii i Polsce, gdzie wystąpili gościnnie w koncercie z okazji pierwszej rocznicy wejścia kraju do Unii Europejskiej, organizowanym w Warszawie. 21 maja wystąpili w finale Eurowizji i zajęli dwudzieste miejsce po zdobyciu 30 punktów.
Jeszcze w 2005 roku podpisali kontrakt płytowy z wytwórnią Ukrainian Records i do końca roku wydali swój debiutancki album studyjny, zatytułowany Chaj bude tak (tł. Niech tak będzie). Wydawnictwo składało się z szesnastu utworów. Do „Wesilla” (tł. Wesele), „Ja ne znaju słowa »dosyt'«” (tł. Nie znam słowa »dosyć«) i „Razom nas bahato” nakręcone wideoklipy. W Rosji album wydała rosyjska firma M2BA/Music World. W rosyjskim wydaniu grupa występuje pod nazwą Greenjolly. Ponownie wydany został również singel „Razom nas bahato” z dołączonymi wideoklipami i piosenkami przygotowanymi na Konkurs Piosenki Eurowizji.
W latach 2005–2006 grupa odbyła tournée na Ukrainie, a także za granicą, występując m.in. w Watykanie. W marcu 2006 roku wokalista Roman Kałyn kandydował w wyborach do Rady Najwyższej Ukrainy z ramienia partii Pora!. Deputowanym jednak nie został, ponieważ partia nie przekroczyła trzyprocentowego progu wyborczego.
W 2008 roku grupa nagrała swój nowy album, zatytułowany Lubysz – ne lubysz, na którym znalazlo się jedenaście utworów. Prawie całkowicie odświeżony został skład zespołu.
Od 2010 roku Gryndżoły faktycznie istnieją jedynie w osobie Romana Kałyna, który nadal okresowo wykonuje utwory grupy, a także nagrywa nowe kompozycje. W grudniu 2013 roku został zaproszony do udziału w programie Zełenyj wohnyk (tł. Zielone światło) na kanale TVi, w którym wykonał piosenkę „Razom nas bahato”, a także nagrał nowy utwór – z dedykacją dla Euromajdanu.

## Muzycy
Obecny skład zespołu
- Roman Kałyn – śpiew
- Jurij Popow – gitara
- Jurij Hryniuk – bas
- Wiktor Kałyn – instrumenty klawiszowe
- Kostiantyn Szmalko – perkusja

Byli członkowie zespołu
- Roman Kostiuk – gitara, śpiew
- Ołeksandr Unicki – instrumenty klawiszowe
- Ihor Ozarko – perkusja
- Andrij Pisecki – instrumenty klawiszowe, aranżacje, śpiew
- Dmytro Meliczew – gitara basowa
- Ołeksandr Babiczew – perkusja

## Dyskografia
| Rok  | Tytuł                                                        |
| ---- | ------------------------------------------------------------ |
| 2005 | Chaj bude tak - Data: 2005 - Wydawca: Ukrainian Records      |
| 2008 | Lubysz – ne lubysz - Data: 2008 - Wydawca: Ukrainian Records |

| Rok  | Tytuł                                                                         |
| ---- | ----------------------------------------------------------------------------- |
| 2004 | „Razom nas bahato, nas ne podołaty” - Data: 2004 - Wydawca: Ukrainian Records |

Notowane utwory
| Rok  | Tytuł                                                               | Pozycja na liście | Pozycja na liście | Pozycja na liście | Album          |
| Rok  | Tytuł                                                               | SLiP              | PiK               | 30 ton            | Album          |
| ---- | ------------------------------------------------------------------- | ----------------- | ----------------- | ----------------- | -------------- |
| 2005 | Green Jolly, Ascetoholix, Pięć Dwa Dębiec i inni – „Jest nas wielu” | 16                | 4                 | 30                | Jest nas wielu |

Kompilacje różnych wykonawców
| Rok  | Tytuł                                                       | Utwór | Źródło |
| ---- | ----------------------------------------------------------- | --- | ------ |
| 2005 | Jest nas wielu - Data: 10 marca 2005 - Wydawca: UMC Records | - Greenjolly, Ascetoholix, 52 Dębiec i inni – „Jest nas wielu” - Greenjolly, Ascetoholix, 52 Dębiec i inni – „Jest nas wielu” (Tabb RMX) - Greenjolly, Ascetoholix, 52 Dębiec i inni – „Jest nas wielu” (DJ Story RMX) - Greenjolly, Ascetoholix, 52 Dębiec i inni – „Jest nas wielu” (DJ Spox RMX) - Greenjolly – „Razom nas bahato, nas ne podołaty” | [ 20 ] |